# Štědrovice
Štědrovice (německy Stiedrowitz) je malá vesnice, část obce Čáslavsko v okrese Pelhřimov. Nachází se asi 1,5 km na jihovýchod od Čáslavska. V roce 2009 zde bylo evidováno 14 adres. V roce 2001 zde trvale žilo 21 obyvatel.
Štědrovice je také název katastrálního území o rozloze 2,9 km2. V katastrálním území Štědrovice leží i Skočidolovice.